# Octan butylu
Octan n-butylu – organiczny związek chemiczny, ester kwasu octowego i alkoholu n-butylowego.
Stosowany jest na dość dużą skalę jako rozpuszczalnik organiczny. Ma ostry, ale umiarkowanie przyjemny zapach kojarzący się z bananami. Jest szkodliwy dla zdrowia, podrażnia błony śluzowe. Stosowany jest jako składnik bezacetonowych zmywaczy do paznokci.
Izomery octanu n-butylu to octan izobutylu, octan tert-butylu i octan sec-butylu.